# Pseudoderopeltis gaerdesi
Pseudoderopeltis gaerdesi är en kackerlacksart som beskrevs av Karlis Princis 1963. Pseudoderopeltis gaerdesi ingår i släktet Pseudoderopeltis och familjen storkackerlackor. Inga underarter finns listade i Catalogue of Life.